# Federico Nadi Terrade
Federico Nadi Terrade est un danseur italien né vers 1740 et mort en 1824. Il est le fils du chorégraphe Antonio Terrade et de la danseuse Anna Conti Nadi.
Il étudie la danse avec son père, puis danse sous la direction de Gasparo Angiolini et Jean-Georges Noverre.
Premier danseur et chorégraphe à Dresde en 1769, au Teatro Argentina de Rome en 1778, puis au Teatro Regio de Turin en 1779, Terrade est engagé au Ballet royal suédois en juin 1795 comme premier danseur et second maître de ballet.
Nommé premier maître de ballet en 1804, il succède à Louis Gallodier et à Filippo Taglioni jusqu'en 1806.
Il a produit une douzaine de ballets pour la scène suédoise.
En 1812 il arrête sa carrière de danseur et s'installe comme marchand. Il meurt, vraisemblablement à Stockholm, en 1824.